# Ischiolepta scabifer
Ischiolepta scabifer är en tvåvingeart som beskrevs av William Russel Buck och Marshall 2002. Ischiolepta scabifer ingår i släktet Ischiolepta och familjen hoppflugor. Inga underarter finns listade i Catalogue of Life.